# Вулька-Ридзевська
Вулька-Ридзевська (пол. Wólka Rydzewska) — село в Польщі, у гміні Цеханув Цехановського повіту Мазовецького воєводства.
Населення — 49 осіб (2011).
У 1975-1998 роках село належало до Цехановського воєводства.

## Демографія
Демографічна структура станом на 31 березня 2011 року:
|          | Загалом | Допрацездатний вік | Працездатний вік | Постпрацездатний вік |
| -------- | ------- | ------------------ | ---------------- | -------------------- |
| Чоловіки | 29      | 7                  | 14               | 8                    |
| Жінки    | 20      | 2                  | 9                | 9                    |
| Разом    | 49      | 9                  | 23               | 17                   |